# رودريغو كوبا
رودريغو كوبا (بالإسبانية: Rodrigo Cuba)‏ (17 مايو 1992 بليما في بيرو - ) هو لاعب كرة قدم بيروفي في مركز الظهير. لعب مع أليانزا ليما والجامعي دي بيرو وخوان أوريتش وديبورتيفو مانيسيبال ‏.

## وصلات خارجية
- رودريغو كوبا على موقع قاعدة بيانات كرة القدم.إي يو (الإنجليزية)
- رودريغو كوبا على موقع ناشيونال فوتبول تيمز (الإنجليزية)
- رودريغو كوبا على موقع Soccerway.com (الإنجليزية)
- رودريغو كوبا على موقع AS.com (الإسبانية)